# Universität Leiden
Die Universität Leiden (niederländisch Universiteit Leiden, vormals Rijksuniversiteit Leiden) wurde im Jahre 1575 in Leiden gegründet. Sie ist die älteste Universität der Niederlande und gehört zu den besten 100 Universitäten weltweit. Weltruf genießen die Geisteswissenschaftliche Fakultät und die Juristische Fakultät.

## Geschichte

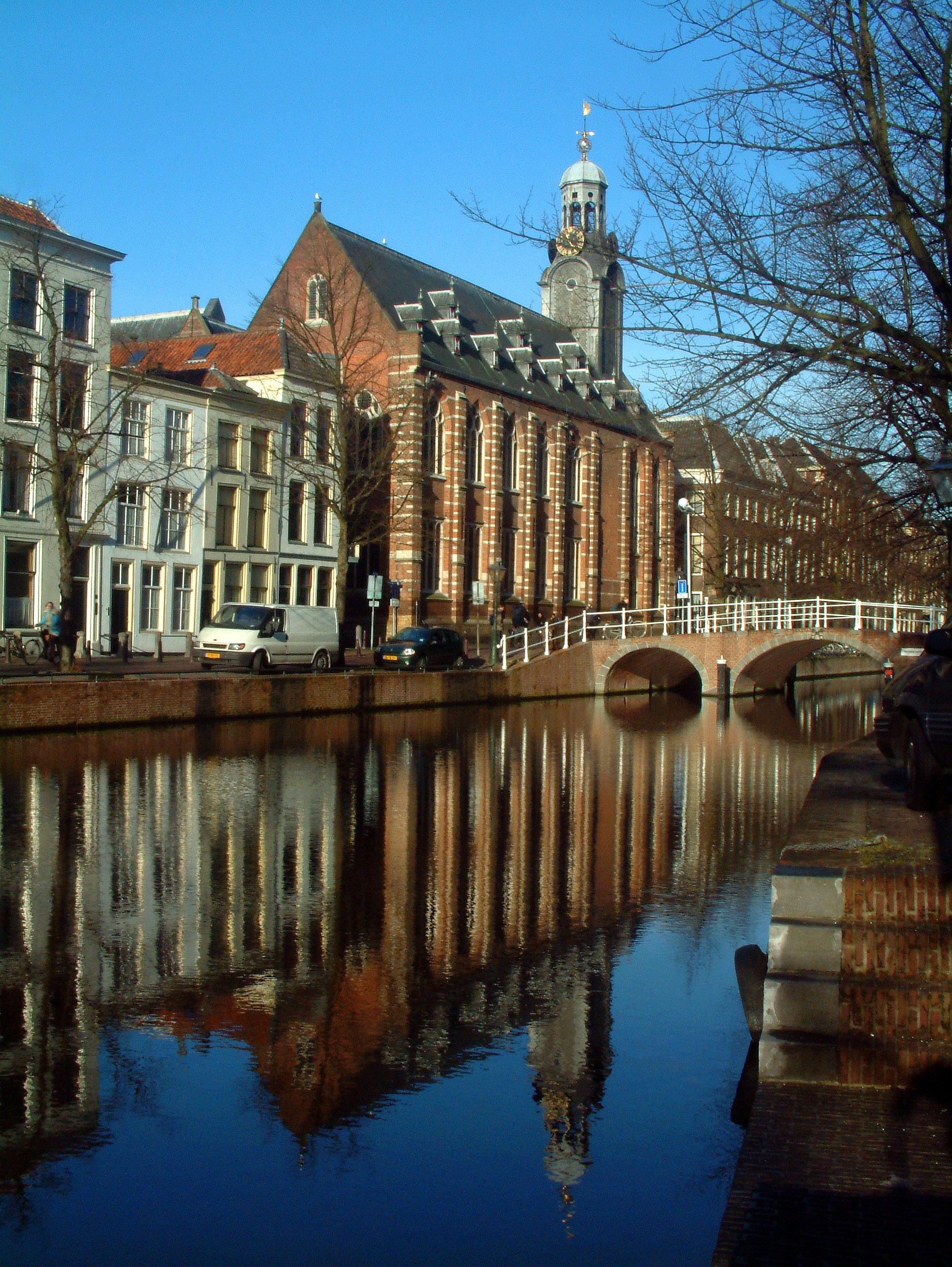
Akademiegebäude Leiden

Die Universität Leiden wurde durch Wilhelm I. von Nassau-Oranien am 8. Februar 1575 gegründet, wenige Monate nach dem Ende der Belagerung der Stadt durch spanische Truppen im Achtzigjährigen Krieg. Sie wurde damit die erste Universität der wenige Jahre später gegründeten Republik der Sieben Vereinigten Provinzen. Zusammen mit der Universitätsbibliothek Leiden entwickelte sie sich schnell zum wissenschaftlichen Zentrum des Landes. Bedeutende Gelehrte wie Justus Lipsius, Joseph Scaliger, Franciscus Gomarus, Hugo Grotius, Jacobus Arminius, Daniel Heinsius und Gerhard Johann Vossius steigerten die Bekanntheit der Universität und die Grundlage für die Forschungsfreiheit an der Universität, gemäß ihrem Motto: Praesidium Libertatis (Bollwerk der Freiheit). Sie wurde in der Frühen Neuzeit – nach den Niederländern – vor allem von Studenten aus Deutschland besucht, die zeitweise mehr als ein Viertel aller Studenten ausmachten; allein für die Zeit von ihrer Gründung bis 1750 sind rund 11.000 deutsche Studenten nachgewiesen.
1633 wurde die Sternwarte Leiden eröffnet, eine der ältesten Universitätssternwarten der Welt. Im 18. Jahrhundert wirkten Jacobus Gronovius, Herman Boerhaave, Tiberius Hemsterhuis und David Ruhnken an der Universität. Der spätere Nobelpreisträger Heike Kamerlingh Onnes wurde 1882 als Professor der experimentellen Physik an die Universität Leiden berufen, entwickelte die Helium-Verflüssigung und entdeckte die Supraleitung. Weitere Nobelpreisträger der Universität waren Hendrik Antoon Lorentz, Pieter Zeeman und Willem Einthoven. An der Universität wirkten in den 1920er und 1930er Jahren auch die Physiker Albert Einstein, Enrico Fermi und Paul Ehrenfest, der Arabist Christiaan Snouck Hurgronje, der Rechtswissenschaftler Cornelis van Vollenhoven und der Historiker Johan Huizinga.
Im Zweiten Weltkrieg wurde die Universität von den deutschen Besatzern zeitweise geschlossen, nachdem es dort Proteste gegen die Absetzung jüdischer Mitarbeiter gegeben hatte. Den Spinoza-Preis, die höchste wissenschaftliche Auszeichnung der Niederlande, erhielten bislang 18 Professoren der Universität Leiden, nämlich Frits van Oostrom (niederländische Literatur), Frederik Kortlandt und Pieter Muysken (Linguistik), Hendrik Lenstra (Mathematik), Carlo Beenakker, Jan Zaanen und Dirk Bouwmeester (Physik), Ewine van Dishoeck (molekulare Astrophysik), Marijn Franx (Astronomie), Alexander Tielens (Astrophysik und Astrochemie), Els Goulmy (Biologie), Frits Rosendaal (klinische Epidemiologie), Rien van IJzendoorn (Pädagogik), Wil Roebroeks (Archäologie), Corinne Hofman (Archäologie der Karibik), Michel Ferrari (Neurologie), Ineke Sluiter (Griechische Sprache und Literatur) und Naomi Ellemers (Sozialpsychologie).
Die Universität Leiden ist die traditionelle Ausbildungsstätte der niederländischen Königsfamilie und Mitglied von Europaeum, der Liga europäischer Forschungsuniversitäten LERU und der Coimbra-Gruppe.

## Fakultäten

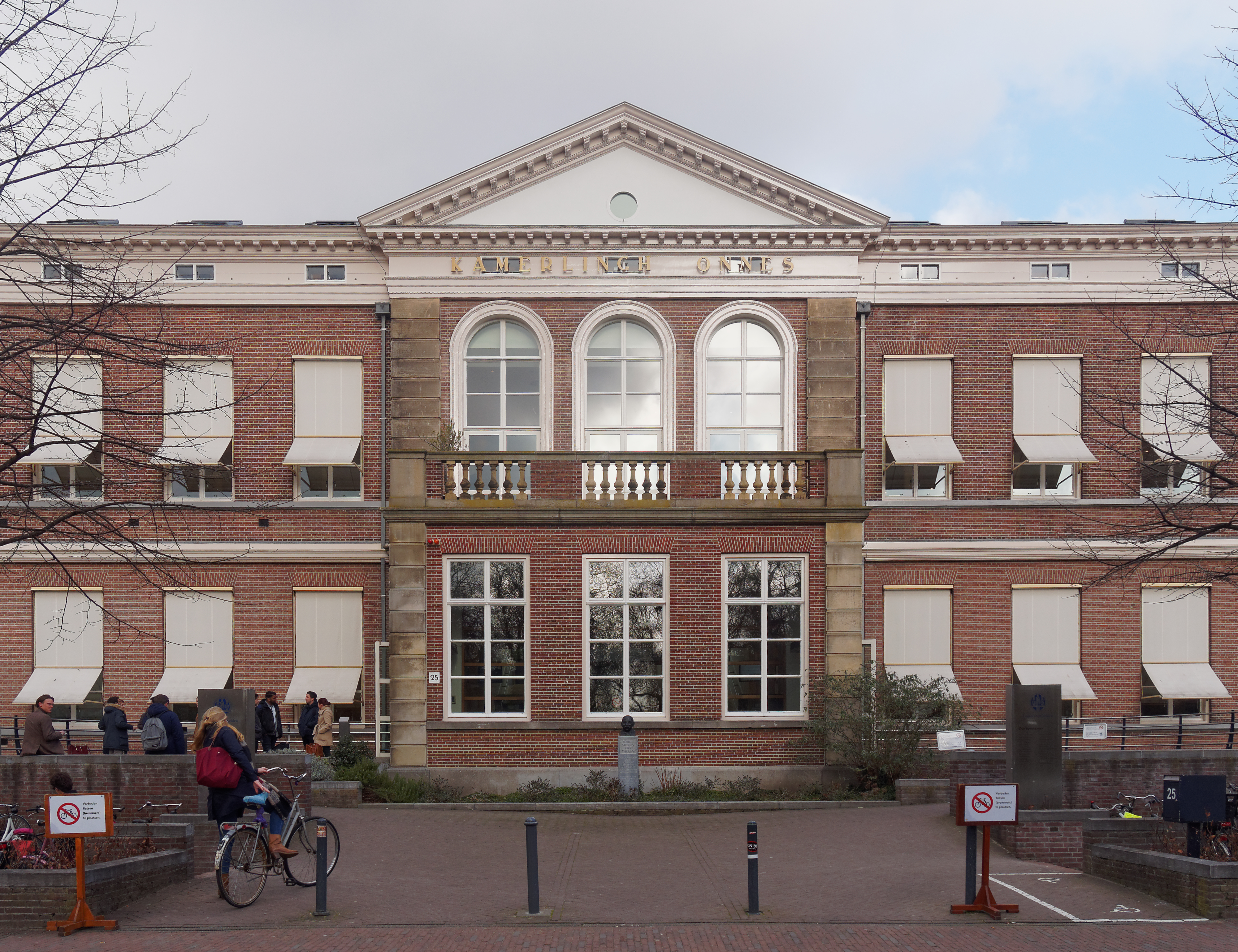
Kamerlingh Onnes Gebäude

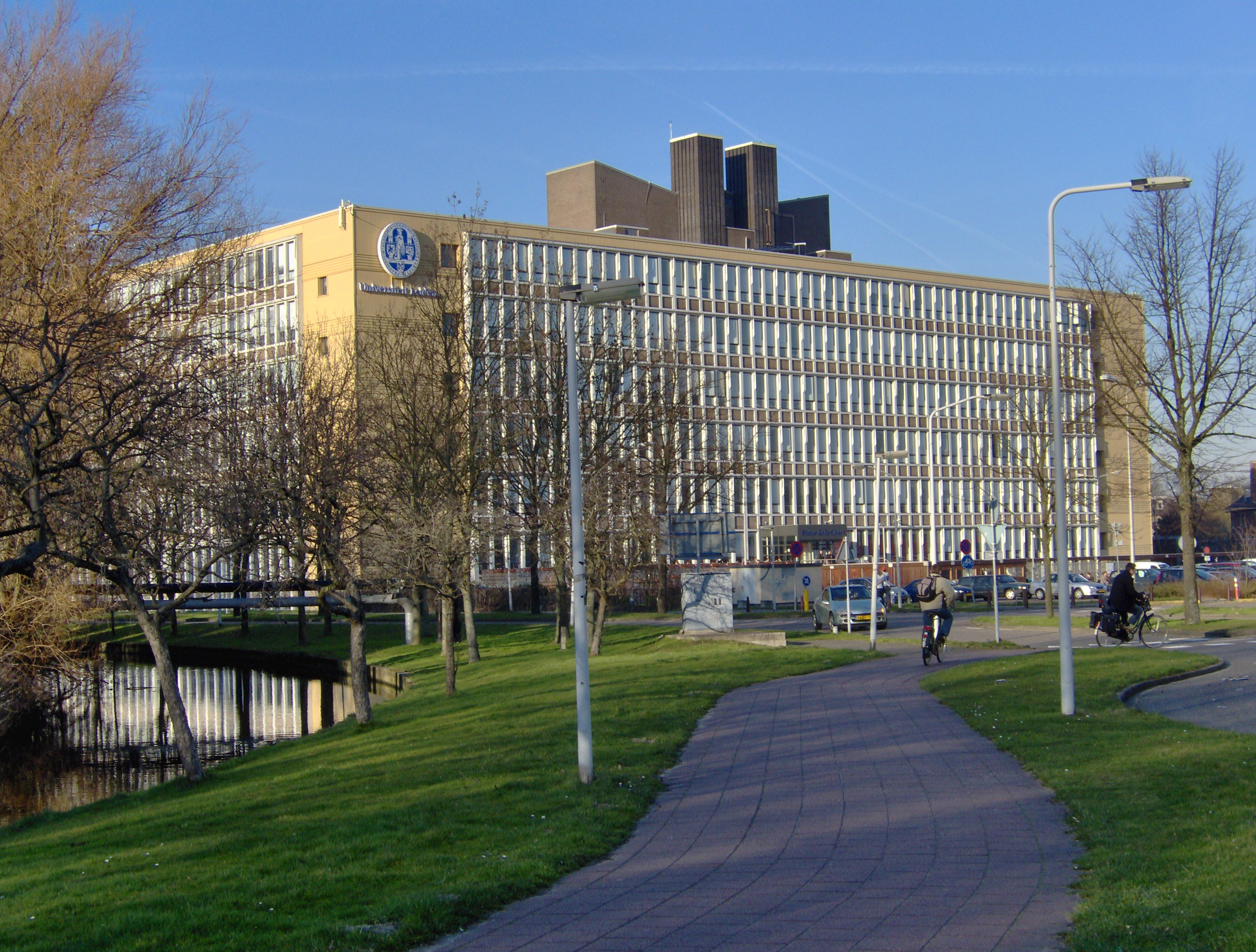
Sozialwissenschaftliche Fakultät der Universität Leiden

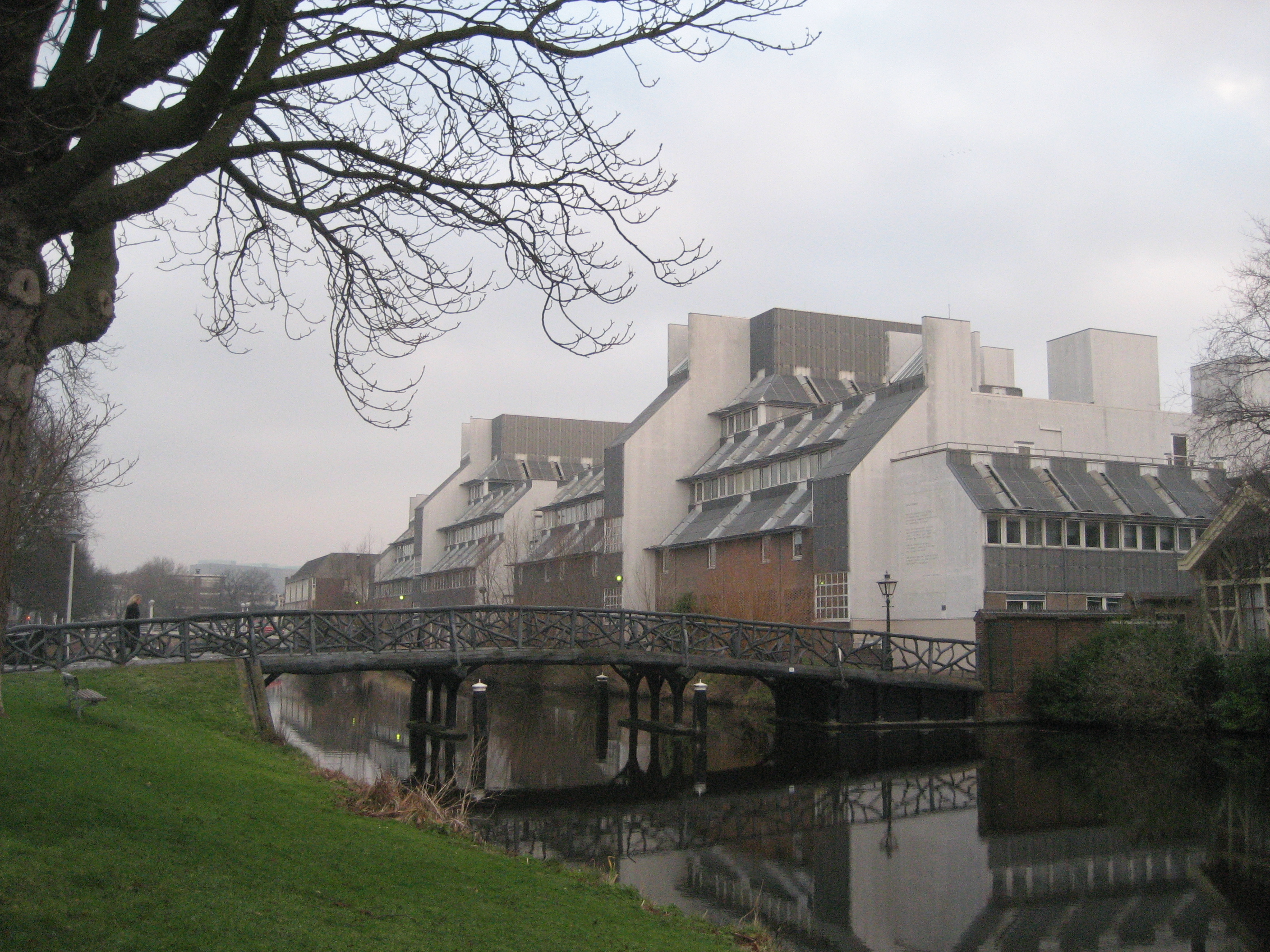
Fakultät Literatur und Sprachen

An der Universität Leiden gibt es derzeit sieben Fakultäten:
- Archäologie
- Geisteswissenschaften
- Governance and Global Affairs
- Mathematik und Naturwissenschaften
- Medizin
- Rechtswissenschaften
- Sozialwissenschaften

Im September 2008 wurden die vormaligen Fakultäten für Theologie, Philosophie, Kunst, Literatur und Linguistik zu der neuen Fakultät der Geisteswissenschaften vereint.

### Rankings
Im QS World University Ranking 2023 belegt die Leiden Universität den 130. Platz. Im Bereich der Politikwissenschaft erreicht die Uni den 14. Platz weltweit und den 3. Platz in Kontinentaleuropa. Im Bereich der Geschichtswissenschaft ist die Uni im aktuellen Ranking die Nr. 1 in Kontinentaleuropa.

## Persönlichkeiten
- John Quincy Adams (1767–1848), 6. US-Präsident
- Bernhard Siegfried Albinus (1697–1770), deutscher Mediziner
- Heinrich Bacheracht (1725–1806), deutsch-russischer Militärarzt
- Johann Friedrich Bachstrom (1686–1742), deutscher Theologe
- Ellen Berends (* 1955), niederländische Diplomatin
- Jean Théodore Bergman (1795–1878), Philologe und Bibliothekar
- Herman Boerhaave (1668–1738), niederländischer Mediziner
- Frits Bolkestein (1933–2025), niederländischer Politiker
- Marcus Zuerius van Boxhorn (1602/12–1653), Entdecker der indogermanischen Sprachverwandtschaft
- Friedrich Wilhelm von Brandenburg (1620–1688), Herzog in Preußen
- Thomas Browne (1605–1682), englischer Philosoph
- Johann Philipp Burggrav (1673–1746), deutscher Arzt
- Leoni Cuelenaere (* 1952), niederländische Diplomatin
- Edsger W. Dijkstra (1930–2002), niederländischer Informatiker
- Charles de l’Écluse (1526–1609), niederländischer Mediziner und Botaniker
- Paul Ehrenfest (1880–1933), österreichischer Physiker
- Albert Einstein (1879–1955), deutscher Physiker und Nobelpreisträger
- Willem Einthoven (1860–1927), niederländischer Arzt
- Paul Fleming (1609–1640), deutscher Barocklyriker
- Arnold Geulincx (1624–1669), flämisch-niederländischer Theologe
- Jakob Dircksz de Graeff (1571–1638), niederländischer Politiker
- Hugo Grotius (1583–1645), niederländischer Philosoph
- Andreas Gryphius (1616–1664), bedeutendster deutscher Sonettdichter (Barock)
- Ruurd B. Halbertsma (* 1958), niederländischer Altphilologe, Althistoriker, Klassischer Archäologe und Hochschullehrer
- Maarten ’t Hart (* 1944), niederländischer Schriftsteller und Biologe
- Paul Hermann (1646–1695), deutscher Mediziner und Botaniker
- Ayaan Hirsi Ali (* 1969), niederländische Politikerin
- Christian Hoffmann von Hoffmannswaldau (1616–1679), Vertreter der zweiten schlesischen Schule (Barock)
- Jan Hendrik Holwerda (1873–1951), niederländischer Archäologe
- Jaap de Hoop Scheffer (* 1948), niederländischer Politiker
- Johan Huizinga (1872–1945), niederländischer Kulturhistoriker
- Christiaan Huygens (1629–1695), niederländischer Astronom und Mathematiker
- Heike Kamerlingh Onnes (1853–1926), niederländischer Physiker und Nobelpreisträger
- Franciscus Bernardus Jacobus Kuiper (1907–2003), niederländischer Indologe
- Willem Levelt (* 1938), niederländischer Psycholinguist
- Justus Lipsius (1547–1606), niederländischer Philosoph
- Hendrik Antoon Lorentz (1853–1928), niederländischer Physiker und Nobelpreisträger
- Germanus Luidtke (1592–1672), deutscher Jurist, Bürgermeister von Stendal und Canonicus in Havelberg
- Balthasar Lydius (1576–1629), reformierter Theologe und Geistlicher
- Jacobus Lydius (um 1610–1679), reformierter Geistlicher und Theologe
- Frédérique de Man (* 1955 oder 1956), niederländische Diplomatin
- Karl Martin (1851–1942), deutscher Geologe und Paläontologe
- Hermann Adolph Meinders (1665–1730), deutscher Jurist und Historiker
- Kornelis Heiko Miskotte (1894–1976), niederländischer reformierter Theologieprofessor
- Jan Hendrik Oort (1900–1992), niederländischer Astronom
- Martin Opitz (1597–1639), deutscher Sprachwissenschaftler (Barock)
- Königin Beatrix von Oranien-Nassau (* 1938)
- Königin Juliana von Oranien-Nassau (1909–2004)
- König Willem-Alexander (* 1967)
- Anton Pannekoek (1873–1960), niederländischer Astronom und Rätekommunist
- Ilja Leonard Pfeijffer, bis 2004 Dozent für Klass. Griechisch in Leiden, Schriftsteller / Dichter
- Peter Rentzel (1610–1662), deutscher Jurist und Politiker
- Caspar Reuvens (1793–1835), niederländischer Altertumswissenschaftler
- Johann Gottfried Reyger (1725–1793), letzter Bürgermeister der Freien Stadtrepublik Danzig
- Rembrandt van Rijn (1606–1669), niederländischer Maler
- Joseph Justus Scaliger (1540–1609), französischer Humanist
- Reimar Schefold (* 1938), Schweizer Anthropologe
- Edith Schippers (* 1964), Politikerin
- Johann Sigismund Schulin (1694–1750), deutsch-dänischer Diplomat, Außenminister
- Melanie Schultz van Haegen (* 1970), Politikerin
- Johann Caspar Seelmatter (1644–1715), Rechtswissenschaftler
- Willem de Sitter (1872–1934), niederländischer Astronom
- Jacob Cornelis van Slee (1841–1929), niederländischer Bibliothekar und Prediger
- Willebrord van Roijen Snell (Snellius) (1580–1626), niederländischer Astronom und Mathematiker
- Johann Wenzel von Sporck (1724–1804), Jurist, Politiker und Theaterleiter
- Johan Rudolf Thorbecke (1798–1872), niederländischer Politiker
- Jan Tinbergen (1903–1994), niederländischer Wirtschaftsnobelpreisträger
- Nikolaas Tinbergen (1907–1988), niederländischer Ethologe
- Ronald Venetiaan (* 1936), surinamischer Politiker
- Andreas Vengerscius (1600–1649), polnischer Calvinist, Theologe, Dichter und Kirchenhistoriker
- Arnold Vinnius (1588–1657), niederländischer Jurist
- Jouke de Vries (* 1960), niederländischer Politiker
- Johannes Diderik van der Waals (1837–1923), niederländischer Physiker und Nobelpreisträger
- Jan Hendrik Waszink (1908–1990), niederländischer Latinist
- Johann von Wowern (1574–1612), Politiker, Klassischer Philologe und Jurist
- Gotthart Wunberg (1930–2020), deutscher Literaturwissenschaftler
- Pieter Zeeman (1865–1943), niederländischer Physiker und Nobelpreisträger